# Bangun Kerto
Bangun Kerto is een bestuurslaag in het regentschap Sleman van de provincie Jogjakarta, Indonesië. Bangun Kerto telt 8266 inwoners (volkstelling 2010).